# Akkreditierung (Hochschule)
Akkreditierung (lateinisch accredere ‚Glauben schenken‘) bezeichnet in verschiedenen Bereichen den rechtlichen Vorgang, bei dem eine allgemein anerkannte Instanz einer anderen das Erfüllen einer besonderen (nützlichen) Eigenschaft bescheinigt. Die Akkreditierung im Hochschulbereich ist ein länder- und hochschulübergreifendes Verfahren der Begutachtung von Studienangeboten in Bachelor- und Masterstudiengängen staatlicher oder staatlich anerkannter Hochschulen.

## Begriffsbedeutungen
1. Die Akkreditierung aller Studiengänge wurde den deutschen Hochschulen ab etwa 2001 als Zubehör zum sog. Bolognaprozess von einigen Landesgesetzgebern auferlegt. Sie stellt ein externes Element der ebenfalls bei dieser Gelegenheit neu eingeführten Qualitätssicherung an Hochschulen dar. Kern des umstrittenen Verfahrens ist die Beurteilung der Qualität z. B. der Studiengänge durch privatwirtschaftliche Akkreditierungsagenturen gegen Bezahlung. Diese ziehen Experten (externe Hochschullehrer und Studenten anderer Hochschulen sowie Vertreter der Berufspraxis) hinzu.
2. Alternativ bezieht sich der Begriff auf die Eintragung und Zulassung von Vereinen und Studentenverbindungen.[2] Diese Bedeutung wird im Folgenden nicht mehr weiter behandelt.

## Deutschland

### Ziele
1. Qualität von Lehre und Studium sichern, um zur Fakultätsentwicklung beizutragen;
2. Mobilität der Studenten erhöhen;
3. internationale Vergleichbarkeit von Studienabschlüssen verbessern (nota bene: die Akkreditierung garantiert noch nicht die internationale Anerkennung);
4. Studenten, Arbeitgebern und Hochschulen die Orientierung über die neu eingeführten Bachelor-, Master- und Magister-Studiengänge erleichtern;
5. Transparenz der Studiengänge erhöhen.

### Akkreditierungsrat und Akkreditierungsagenturen
In Deutschland wurde mit Beschluss der Kultusministerkonferenz vom 3. Dezember 1998 ein länderübergreifender Akkreditierungsrat eingerichtet. Seine Aufgabe bestand darin, Agenturen zu begutachten und zu akkreditieren, die ihrerseits wiederum Studiengänge akkreditierten, die zu den Abschlüssen Bachelor/Bakkalaureus und Master/Magister führen, welche in großem Umfang im Rahmen des Bologna-Prozesses eingeführt wurden. Die Agenturen wie die von ihnen akkreditierten Studiengänge tragen im Falle einer erfolgreichen Begutachtung das Qualitätssiegel des Akkreditierungsrates.
Die Gesamtverantwortung für das Akkreditierungssystem lag bei der Stiftung Akkreditierungsrat.
Folgende Agenturen waren berechtigt, das Qualitätssiegel des Akkreditierungsrates an von ihnen akkreditierte Studiengänge mit den Abschlüssen Bachelor/Bakkalaureus und Master/Magister zu vergeben:
- Agentur für Qualitätssicherung durch Akkreditierung von Studiengängen (AQAS)
- Agentur für Qualitätssicherung und Akkreditierung kanonischer Studiengänge (AKAST)
- Akkreditierungsagentur für Studiengänge der Ingenieurwissenschaften, der Informatik, der Naturwissenschaften und der Mathematik (ASIIN)
- Akkreditierungsagentur für Studiengänge im Bereich Gesundheit und Soziales (AHPGS)
- Akkreditierungs-, Certifizierungs- und Qualitätssicherungs-Institut (ACQUIN)
- Evaluationsagentur Baden-Württemberg (evalag)
- Foundation for International Business Administration Accreditation (FIBAA)
- Schweizerische Agentur für Akkreditierung und Qualitätssicherung (AAQ)
- Agentur für Qualitätssicherung und Akkreditierung Austria (AQ Austria)
- Zentrale Evaluations- und Akkreditierungsagentur (ZEvA)

Abgesehen von AKAST durften alle diese Agenturen auch Systemakkreditierungen durchführen.
Aufgrund des Studienakkreditierungsvertrags (s. u., Juristische Kritik) und der Musterrechtsverordnung, die ohne größere Änderungen in Landesrechtsverordnungen übertragen wurde, beschließt inzwischen der Akkreditierungsrat alle Programm- und Systemakkreditierungen und kann, ohne Beteiligung von Agenturen, auf Antrag direkt mit Hochschulen sogenannte Alternative Verfahren durchführen.

### Verfahren
1. Die Hochschule stellt einen Antrag auf Programmakkreditierung und übermittelt eine Selbstdokumentation entsprechend den Vorgaben der Akkreditierungsagentur. Sie umfasst eine Beschreibung des Studienprogramms (Ziele, angestrebter Abschluss, grundsätzlicher Aufbau), ein Modulhandbuch (Übersicht über alle Module des Studienprogramms) sowie weitere Dokumente.
2. Die Akkreditierungsagentur stellt nach einer formalen Vorprüfung ein Team aus Gutachtern zusammen, das in der Regel aus Professoren und Studierenden anderer Hochschulen sowie aus Vertretern der Berufspraxis besteht und von einem Referenten der Agentur im Verfahren begleitet wird.
3. Die Gutachter erstellen auf Basis der Selbstdokumentation sowie einer in der Regel 2-tägigen Begehung bei der antragstellenden Hochschule, in deren Rahmen Gespräche mit der Hochschulleitung, der Studiengangsleitung, Studenten und Dozenten sowie weiteren Beteiligten (z. B. Bibliothek, Verwaltungspersonal, Studienberatung, Qualitätsmanagement) geführt werden, einen Bericht über das zu akkreditierende Studienprogramm. Auf dieser Grundlage sprechen sie eine Empfehlung für oder gegen die Akkreditierung oder für eine Akkreditierung mit bestimmten Auflagen (gegenwärtig mit Abstand der häufigste Fall) aus.
4. Die Hochschule erhält diesen Bericht ohne die Empfehlung und kann dazu Stellung nehmen.
5. Die sog. Akkreditierungskommission der Agentur trifft auf Grundlage des Gutachterberichtes sowie der Stellungnahme der Hochschule die Entscheidung. Erfolgt diese Akkreditierungsentscheidung „ohne Auflagen“ oder werden die ausgesprochenen Auflagen (z. B. Schließung von Lücken in einer Prüfungsordnung) binnen der gesetzten Frist erfüllt, gilt der Studiengang für einen bestimmten Zeitraum als akkreditiert. Im Falle der Erstakkreditierung beträgt dieser Zeitraum gegenwärtig fünf Jahre, im Falle der Reakkreditierung sieben Jahre.

Der dritte Fall, das Versagen der Akkreditierung, ist außerordentlich selten (weniger als ein Prozent der Verfahren), offizielle Statistiken liegen mangels Veröffentlichungspflichten derzeit noch nicht vor.
Des Weiteren besteht die Möglichkeit, das Akkreditierungsverfahren für eine Frist von maximal 18 Monaten auszusetzen, damit die Hochschule in diesem Zeitraum wesentliche Änderungen zur Behebung der Mängel des Studiengangs vornehmen kann, um danach die Akkreditierung erneut zu beantragen.
Das gesamte Verfahren der Programmakkreditierung (von der Einreichung der Selbstdokumentation bis zur Akkreditierungsentscheidung) erstreckt sich in der Regel über einen Zeitraum von sechs bis neun Monaten.

### Kosten des Verfahrens
Die Akkreditierung eines einzelnen Studienganges kostet in der Regel 10.000 bis 15.000 Euro. Bei einigen Akkreditierungsagenturen können Hochschulen Mitglied eines Träger- oder Fördervereins werden, sie erhalten dann einen Rabatt auf die Akkreditierungskosten, werden beteiligt an bestimmten Entscheidungen (z. B. Auswahl und Ernennung der SAK-Mitglieder) und können sich vielfach auch an Beratungen über die Weiterentwicklung der Akkreditierungsgrundlagen beteiligen.
Kosteneinsparungen können durch die gemeinsame Akkreditierung affiner Studiengänge erreicht werden (Clusterakkreditierung), die zurzeit am häufigsten beantragt wird.
Die Kosten der Akkreditierung sind ein heiß diskutiertes Thema, sowohl die direkten Kosten, d. h. die von den Agenturen in Rechnung gestellten Kosten, als auch die weiteren durch die Akkreditierungsverfahren in den Hochschulen entstehenden Kosten. Auch im Hinblick auf die Kosten werden seit 2005 Alternativen zur Programmakkreditierung diskutiert (Prozessakkreditierung, Systemakkreditierung).
In Bundesländern, die keine zusätzlichen Finanzmittel für die Akkreditierung bereitstellen, gehen diese Kosten zu Lasten der Ausstattung für die Lehre. Inwiefern Qualitätsverbesserungen durch Akkreditierungen erreicht werden, ist umstritten. Zu beobachten ist, dass Hochschulen erfolgreiche Akkreditierungen für  einzelne Fächer durchaus vorzeigen und als Marketing-Instrument benutzen, dies gilt insbesondere für private Hochschulen. Auch entsteht im Verfahrensverlauf, insbesondere bei den Begehungen im Rahmen der Erstakkreditierungen, vielfach eine besondere Aufmerksamkeit für Fragen von Studium und Lehre, so dass in Akkreditierungsverfahren zumindest ein potentieller Anstoß für die Befassung mit der Qualität von Studium und Lehre vermutet werden kann.
Die Kosten wurden auch von Rechnungshöfen bemängelt. Bis 2012 wurden in Deutschland über 360 Millionen Euro für die Akkreditierung von Studiengängen ausgegeben.

### Inhaltliche Kritik
Kritiker wie der Deutsche Hochschulverband halten das aktuelle Akkreditierungsverfahren für „teuer, bürokratisch, langsam, ineffizient, rechtlich zweifelhaft und autonomiefeindlich“.

### Juristische Kritik
Die Akkreditierung erfolgt, indem die Einhaltung formaler Mindeststandards dokumentiert wird, die jedoch den eigentlich  in Fragen der Lehre laut Grundgesetz freien Hochschulen von außen auferlegt werden.
Umstritten ist auch, ob eine wirksame Akkreditierung eines Studienganges bereits dann vorliegt, wenn das Akkreditierungsverfahren überhaupt durchlaufen wurde, oder erst, wenn nach dem Verfahren ein positives Akkreditat erteilt wird. Zudem ist kritisch anzumerken, dass die Ausrichtung der Akkreditierung auf Minimalanforderungen aber nicht zwangsläufig einer Qualitätssteigerung dient.
Die Vereinbarkeit der Akkreditierungspflicht mit dem Grundgesetz, insbesondere mit Artikel 5 Absatz 3 sowie mit dem in Artikel 20 Absätze 1 und 2 sowie Artikel 28 Absatz 1 normierten Demokratieprinzip, wird bezweifelt. Dies geschieht teilweise unter Bezugnahme auf die so genannte Wesentlichkeitstheorie, wonach solche Entscheidungen, welche für die Allgemeinheit von wesentlicher Bedeutung sind oder üblicherweise Grundrechte erheblich berühren, vom parlamentarischen Gesetzgeber getroffen werden müssen. Ferner wird der Verhältnismäßigkeitsgrundsatz als zentrales Argument dafür angeführt, dass die Akkreditierungspflicht nicht den Vorgaben des Grundgesetzes entspricht. Das Verwaltungsgericht Arnsberg hat die Frage der Verfassungsmäßigkeit dem Bundesverfassungsgericht vorgelegt. Das Bundesverfassungsgericht hat die Verfassungswidrigkeit festgestellt.
Mit Beschluss der Kultusministerkonferenz wurde 2017 die vom Bundesverfassungsgericht als unzulässig abgeurteilte Verfahrensweise mit dem Studienakkreditierungsstaatsvertrag, welcher am 1. Januar 2018 in Kraft getreten ist, insofern geändert, dass die Entscheidungsgewalt über die Akkreditierung von Studiengängen an den Akkreditierungsrat übertragen wurde. Hierzu legen die Akkreditierungsagenturen dem Akkreditierungsrat nach ihrer Begutachtung der Studiengänge eine Empfehlung vor, auf deren Grundlage dieser dann eine Entscheidung trifft.

### Institutionelle Akkreditierung
Neben der Programm- oder Systemakkreditierung für die angebotenen Studienprogramme müssen private Hochschulen zusätzlich vom Wissenschaftsrat als Institution akkreditiert werden (Institutionelle Akkreditierung). Hierbei wird vor allem geprüft, ob die Hochschule in der Lage ist, Lehre und Forschung nach anerkannten wissenschaftlichen Maßstäben zu leisten. Zudem werden die Ausstattung der Hochschule (sachlich und personell) sowie ihre Finanzierung geprüft.

## Österreich
In Österreich ist eine Akkreditierung für Studiengänge an Privatuniversitäten und Fachhochschulen (Erhaltern von Fachhochschul-Studiengängen) erforderlich. Die Akkreditierungsverfahren werden von Agentur für Qualitätssicherung und Akkreditierung Austria durchgeführt. Jede Institution benötigt eine institutionelle Akkreditierung und für alle von ihr betriebenen Studiengänge jeweils eine Programmakkreditierung. Während die Programmakkreditierung auf unbefristete Zeit vergeben wird und nur im Falle einer Einrichtung eines neuen Studiums neu zu beantragen ist, wird die institutionelle Akkreditierung nur für jeweils sechs Jahre erteilt (§ 23 bzw. § 24 HS-QSG).
An Privatuniversitäten wird nach zwölfjährigem Bestehen die Akkreditierung für jeweils zwölf Jahre erteilt. An Fachhochschulen (Erhaltern von Fachhochschul-Studiengängen) ist nach zwölfjährigem Bestehen jeweils ein Auditverfahren durchzuführen, das jeweils nach sieben Jahren zu wiederholen ist. Durch den positiven Abschluss des Auditverfahrens, das von der Agentur für Qualitätssicherung und Akkreditierung Austria oder jeder anderen vom Bundesministerium für Wissenschaft und Forschung anerkannten Agentur durchgeführt werden kann, gilt die Fachhochschule (der Erhalter) weiterhin als akkreditiert (§ 23 Abs. 9 HS-QSG).
Staatliche Universitäten unterliegen keinem Akkreditierungsverfahren, jedoch ist nach dem Hochschul-Qualitätssicherungsgesetz das interne Qualitätsmanagementverfahren einem Auditverfahren (gemäß § 22 HS-QSG) zu unterziehen. Der Österreichische Akkreditierungsrat hat mehrmals öffentlich gefordert, für postgraduale Universitätslehrgänge an staatlichen Universitäten eine Akkreditierungspflicht zu schaffen, allerdings ohne Erfolg.

## Schweiz
In der Schweiz besteht aufgrund des Hochschulförderungs- und -koordinationsgesetztes (HFKG), in Kraft seit 1. Januar 2015, eine Akkreditierungspflicht für alle Hochschulen und anderen Institutionen des Hochschulbereichs. Diese institutionelle Akkreditierung ist Voraussetzung für das Führen einer gesetzlich geschützten Bezeichnung wie «Universität», «Fachhochschule» oder «Pädagogische Hochschule» sowie davon abgeleitete Formen wie «Universitäres Institut» oder «Fachhochschulinstitut» (Art. 29 HFKG), aber auch für die Gewährung von Bundesbeiträgen und für die Programmakkreditierung (Art. 28 HFKG).
Über die Akkreditierung entscheidet der vom Hochschulrat eingesetzte, unabhängige Schweizerische Akkreditierungsrat (Art. 21 HFKG). Die Akkreditierung ist gültig für sieben Jahre. Die Verfahren werden durchgeführt von der  Schweizerischen Agentur für Akkreditierung und Qualitätssicherung (Art. 22 HFKG) und von anderen anerkannten Agenturen. Die im HFKG festgelegten Verfahrensregeln und Qualitätsstandards orientieren sich an den Standards und Leitlinien für die Qualitätssicherung im Europäischen Hochschulraum (ESG)

## USA
In den USA, die als Ursprungsland der Akkreditierung im Bildungsbereich gelten, ist zu beachten, dass es dort zwei Formen der Akkreditierung gibt. Neben der auch in Europa üblichen Form, die dort als national accreditation bezeichnet wird, existiert auch noch die sogenannte regional accreditation. Da in den Vereinigten Staaten weder die Bundesregierung noch die Regierungen der einzelnen Bundesstaaten die rechtliche Autorität besitzen, wie in Europa üblich, eine Hochschule oder High School staatlich anzuerkennen, wird diese Anerkennung durch die für das jeweilige Gebiet des Landes zuständige regionale Akkreditierungsagentur vorgenommen. Diese Art der Akkreditierung bezieht sich also nicht auf einen einzelnen Studiengang, sondern auf die jeweilige Institution als Ganzes. Die meisten nationalen Akkreditierungsagenturen in den USA verlangen die regionale Akkreditierung einer Hochschule als Grundvoraussetzung für die nationale Akkreditierung eines von dieser Institution angebotenen Studienganges. Ein weiterer Unterschied zur Situation in Europa besteht darin, dass alle amerikanischen Akkreditierungsagenturen als gemeinnützige Unternehmen organisiert sind.